# 小刀豆
小刀豆（学名：Canavalia cathartica），或稱小果刀豆，为豆科刀豆属下的一个种。